# Gualtieri V di Brienne
Gualtieri V di Brienne (Brienne-le-Château, 1275 circa – Almyros, 15 marzo 1311) fu conte di Brienne, di Conversano e di Lecce, e duca d'Atene dal 1308.

## Biografia
Era figlio di Ugo, conte di Brienne e Lecce, e di Isabella de la Roche, figlia di Guido I de la Roche, duca di Atene. Era l'erede pretendente anche al regno di Gerusalemme e di Cipro, così come del principato di Taranto e della Sicilia.
Gualtieri trascorse la sua giovinezza come ostaggio in Sicilia, nel castello di Augusta. Alla morte del padre Ugo nel 1296, Gualtieri ereditò il titolo di conte di Brienne, Conversano e Lecce. Come suo padre, prese le armi al servizio del regno di Napoli nel corso della guerra del Vespro, ma fu catturato in un agguato a Gagliano nel 1300. Fu liberato nel 1302 con la firma della pace di Caltabellotta.
La morte del cugino di sua madre, Guido II de la Roche, nel 1308 gli portò il ducato di Atene, dove però trovò forti pressioni da parte del despota di Epiro, l'imperatore Andronico II Paleologo e del signore della Valacchia. Nel 1310 assunse gli almogaveri della compagnia Catalana, devastando le terre dell'impero bizantino. Dopo che gli almogaveri ebbero la meglio sui suoi nemici, tentò di espellerli da Atene ma trovò la resistenza di quelli. L'esercito di Gualtieri incontrò i catalani alla battaglia di Halmyros sul fiume Cefisso in Beozia il 15 marzo 1311. Gli almogaveri ottennero una vittoria devastante, uccidendo Gualtieri e quasi tutta la sua cavalleria, e conquistarono il ducato di Atene (ad eccezione solo della signoria di Argo e Nauplia); la Compagnia catalana nominò uno dei cavalieri superstiti, Roger Deslaur, come loro leader e nuovo duca di Atene.
Suo figlio Gualtieri VI di Brienne gli succedette in tutti i suoi titoli (quello di duca di Atene, solo nominale).

## Famiglia e figli
Nell'anno 1306 si sposò con Giovanna di Châtillon ed ebbe due figli:
- Gualtieri (1302 - 1356), suo successore come conte di Brienne e Lecce e signore di Argo e Nauplia, nonché duca titolare di Atene;
- Isabella (1306 - 1360), che sposò Gualtiero di Enghien e successe al fratello dopo la sua morte.

## Ascendenza
|                                       |                                   |                                   | Genitori                          |  |  | Nonni |  |  | Bisnonni                        |  |  | Trisnonni                   |  |
|                                       |                                   |                                   |                                   |  |  |       |  |  | Gualtieri III, conte di Brienne |  |  | Erardo II, conte di Brienne |  |
|                                       |                                   |                                   |                                   |  |  |       |  |  | Gualtieri III, conte di Brienne |  |  | Erardo II, conte di Brienne |  |
|                                       |                                   | Agnese di Montfaucon              |                                   |  |  |       |  |  | Gualtieri III, conte di Brienne |  |  |                             |  |
| Gualtieri IV, conte di Brienne        |                                   |                                   |                                   |  |  |       |  |  | Gualtieri III, conte di Brienne |  |  |                             |  |
|                                       |                                   | Maria Albina d'Altavilla          | Tancredi, re di Sicilia           |  |  |       |  |  |                                 |  |  |                             |  |
|                                       |                                   | Maria Albina d'Altavilla          | Tancredi, re di Sicilia           |  |  |       |  |  |                                 |  |  |                             |  |
|                                       |                                   | Maria Albina d'Altavilla          | Sibilla d'Aquino                  |  |  |       |  |  |                                 |  |  |                             |  |
| Ugo, conte di Brienne                 |                                   | Maria Albina d'Altavilla          |                                   |  |  |       |  |  |                                 |  |  |                             |  |
|                                       |                                   | Ugo I, re di Cipro                | Amalrico I, re di Cipro           |  |  |       |  |  |                                 |  |  |                             |  |
|                                       |                                   | Ugo I, re di Cipro                | Amalrico I, re di Cipro           |  |  |       |  |  |                                 |  |  |                             |  |
|                                       |                                   | Ugo I, re di Cipro                | Eschiva d'Ibelin                  |  |  |       |  |  |                                 |  |  |                             |  |
| Maria di Cipro                        |                                   | Ugo I, re di Cipro                |                                   |  |  |       |  |  |                                 |  |  |                             |  |
|                                       |                                   | Alice di Champagne                | Enrico II, conte di Champagne     |  |  |       |  |  |                                 |  |  |                             |  |
|                                       |                                   | Alice di Champagne                | Enrico II, conte di Champagne     |  |  |       |  |  |                                 |  |  |                             |  |
|                                       |                                   | Alice di Champagne                | Isabella I, regina di Gerusalemme |  |  |       |  |  |                                 |  |  |                             |  |
| Gualtieri V, conte di Brienne         |                                   | Alice di Champagne                |                                   |  |  |       |  |  |                                 |  |  |                             |  |
|                                       | Ottone de la Roche, duca di Atene | Ponzio II, signore de la Roche    |                                   |  |  |       |  |  |                                 |  |  |                             |  |
|                                       | Ottone de la Roche, duca di Atene | Ponzio II, signore de la Roche    |                                   |  |  |       |  |  |                                 |  |  |                             |  |
|                                       | Ottone de la Roche, duca di Atene | Matilde di Beaujeu-Seveux         |                                   |  |  |       |  |  |                                 |  |  |                             |  |
| Guido I de la Roche, duca di Atene    | Ottone de la Roche, duca di Atene |                                   |                                   |  |  |       |  |  |                                 |  |  |                             |  |
|                                       |                                   | Isabella/Elisabetta               | …                                 |  |  |       |  |  |                                 |  |  |                             |  |
|                                       |                                   | Isabella/Elisabetta               | …                                 |  |  |       |  |  |                                 |  |  |                             |  |
|                                       |                                   | Isabella/Elisabetta               | …                                 |  |  |       |  |  |                                 |  |  |                             |  |
| Isabella de la Roche                  |                                   | Isabella/Elisabetta               |                                   |  |  |       |  |  |                                 |  |  |                             |  |
|                                       |                                   | Guido di Cicon, barone di Caristo | …                                 |  |  |       |  |  |                                 |  |  |                             |  |
|                                       |                                   | Guido di Cicon, barone di Caristo | …                                 |  |  |       |  |  |                                 |  |  |                             |  |
|                                       |                                   | Guido di Cicon, barone di Caristo | …                                 |  |  |       |  |  |                                 |  |  |                             |  |
| Agnese di Cicon, baronessa di Caristo |                                   | Guido di Cicon, barone di Caristo |                                   |  |  |       |  |  |                                 |  |  |                             |  |
|                                       |                                   | …                                 | …                                 |  |  |       |  |  |                                 |  |  |                             |  |
|                                       |                                   | …                                 | …                                 |  |  |       |  |  |                                 |  |  |                             |  |
|                                       |                                   | …                                 | …                                 |  |  |       |  |  |                                 |  |  |                             |  |
|                                       |                                   | …                                 |                                   |  |  |       |  |  |                                 |  |  |                             |  |